# Otatea acuminata
Espèce
Otatea acuminata est une espèce de plantes monocotylédones de la famille des Poaceae, sous-famille des Bambusoideae, originaire du Mexique.
Ce sont des bambous à rhizomes courts, pachymorphes, aux tiges (chaumes) dressées pouvant atteindre 10 mètres de long.
C'est une espèce cultivée comme plante ornementale.

## Taxinomie
Cette espèce était initialement nommée Arthrostylidium longifolium. En 1973, Floyd McClure l'a renommée Yushania aztecorum. En 1980, Soderstrom l'a d'abord appelée Otatea aztecorum puis Otatea acuminata. Finalement, Guzman, Anaya & Santana, de l'université de Guadalajara (Mexique), décrivirent deux sous-espèces en 1984 :
- Otatea acuminata acuminata
- Otatea acuminata aztecorum

### Synonymes
Selon Catalogue of Life (30 mars 2018) :
- Arundinaria acuminata Munro
- Otatea acuminata subsp. aztecorum (McClure & E.W.Sm.) R.Guzmán, M.C.Anaya C. & Santana Mich.
- Otatea aztecorum (McClure & E.W.Sm.) C.E.Calderón ex Soderstr.
- Yushania acuminata (Munro) McClure
- Yushania aztecorum McClure & E.W.Sm.

### Liste des sous-espèces
Selon Tropicos (30 mars 2018) (Attention liste brute contenant possiblement des synonymes) :
- Otatea acuminata subsp. acuminata
- Otatea acuminata subsp. aztecorum (McClure & E.W. Sm.) R. Guzmán, Anaya & Santana